# がか座アルファ星
がか座α星（がかざアルファせい、α Pic, α Pictoris）は、がか座で最も明るい恒星で3等星。

## 概要
| 太陽 | がか座α星 |
| ---- | --------- |
| 太陽 | Exoplanet |

がか座α星は、6億6000万歳と比較的若いうしかい座λ型星で、206 km/s以上の速い自転速度で回転している。
分光分析では、恒星に向かう軌道平面上のガスによると考えられる、狭く時間によって変化する吸収線が見られる。がか座α星は、高速で自転するガス殻星に分類され、外層大気から質量を噴き出している。
ヒッパルコス衛星によるデータから、この恒星は、地球と太陽の間の距離と同じ1天文単位の軌道長半径を持つ伴星が公転する連星であると見られている。また、がか座α星は磁気ダイナモを持たないとされるA型主系列星であることからは予測されないことであるが、X線源となっている。このX線は伴星に由来するものと考えられている。
恒星系の速度は、U = -22、V = -20、W = -9 km/sである。
がか座α星は、水星から見れば北極星になっていると考えられる。